# Freak on a Leash
"Freak on a Leash" je singl s albuma Follow the Leader nu metal sastava Korn i njihova najpoznatija i komercijalno najuspješnija pjesma. Na MTV Unplugged: Korn napravljena je akustična obrada istoimene pjesme u suradnji s vokalisticom rock sastava Evanescence, Amy Lee. Singl je bio veoma visoko na top ljestvicama i sastav je za njega dobio mnogo priznanja, a ubrzo je snimljen i glazbeni video.